# Гусаки (Полтавская область)
Гусаки (укр. Гусаки) — село Зеньковского горсовета Зеньковского района Полтавской области Украины.
Код КОАТУУ — 5321310103. Население по переписи 2001 года составляло 39 человек.

## Географическое положение
Село Гусаки находится на правом берегу реки Грунь, выше по течению примыкает село Хмаровка, ниже по течению на расстоянии в 1,5 км расположено село Пилипенки, на противоположном берегу — село Проценки. В 4-х км расположен город Зеньков.

## История
Была приписана к Николаевской и Преображенской церквям в Зенькове.
После 1912 года один из двух хуторов Хмаровки стал Гусаками.